# Istra
Istra (italijansko Istria) je zgodovinska regija in geografska enota, ki obsega  istoimenski polotok v jugozahodni Sloveniji in zahodni Hrvaški, na severovzhodni obali Jadranskega morja. Majhen del Istre sega tudi v Italijo. Prebivalci se imenujejo Istrani/Istrijani.

## Etimologija
Ime Istra izhaja iz poimenovanja ilirskega plemena Histrov, po drugi teoriji pa po reki Histar (Donava) za katero se je v antiki domnevalo, da se v Istri zliva v Jadransko morje. S tem naj bi bila povezana tudi legenda o Argonavtih, ki naj bi tod pluli okoli 1250 pr. n. št.

## Laična delitev
Zahodna obala Istre je bolj razgibana in naseljena, vzhodna pa bolj strma in manj naseljena. Običajno Istro laično delijo na tri dele:
- bela Istra (Čičarija in Učka ter vzhodni del), zaradi kamnitega krasa,
- siva Istra (osrednji del), zaradi glinastih tal in
- rdeča Istra (zahodni in južni del), zaradi rdeče zemlje (italijansko: terrarossa).

## Geografija
Geografske zanimivosti Istre so predvsem Učka, ozek gorski greben nad vzhodno istrsko obalo in Reškim zalivom z najvišjim vrhom Vojak (1401 mnm), reke Dragonja, Mirna, Pazinčica in Raša, Limski kanal in njegova dolina ter otočje Brioni. 
Istra je danes razdeljena med tri države, Hrvaško, Slovenijo in Italijo, največji del (89 % ozemlja) je na Hrvaškem.

### Hrvaška Istra
Hrvaška Istra je upravno razdeljena med dve županiji, največji del je v Istrski županiji, ki leži v celoti na istrskem polotoku (občinska središča s statusom mesta - hrv. Grad - so Pula (Pulj), Poreč, Rovinj, Pazin, Labin, Umag, Vodnjan, Buzet, Buje in Novigrad, manjša mesta in naselja so mdr. Fažana, Medulin, Premantura, Vrsar, Raša, Višnjan, Žminj, Bale, Galižana, Peroj, Rovinjsko Selo, Sveti Petar u Šumi, Nedešćina, Sveti Lovreč Pazenatički, Tar, Vabriga, Tinjan, Kanfanar, Vižinada, Vinež, Kaštelir, Labinci, Marčana, Svetvinčenat, Žbandaj, Kašćerga, Barban, Draguć, Butoniga, Brtonigla, Sveta Marija na Krasu, Bašanija, Zambratija, Savudrija, Petrovija, Lovrečica, Cerovlje, Funtana, Pićan (Pičen), Plomin, Motovun, Grožnjan, Momjan, Oprtalj, Gračišće, Karojba, Lanišće, Ližnjan, Beram, Lupoglav, Zrenj, Boljun, Roč in Hum, novozgrajena turistična naselja Červar-Porat, Rabac, Barbariga, Mareda, Katoro, Pješčana Uvala, Crveni Vrh/Lavra, Kanegra itd.), le manjši del Istre ob zahodni obali Reškega zaliva na severovzhodu spada v Primorsko-goransko županijo (Opatija, Ičići, Ika, Lovran, Medveja, Mošćenička Draga, Brseč).

### Slovenska Istra
Severozahodni del Istre leži v Sloveniji, znan je pod imenom Slovenska Istra in obsega območje štirih obalnih občin: Piran, Izola, Koper ter Ankaran. 

### Italijanska Istra
Majhen severni del istrskega polotoka je danes v Italiji, ob južni obali Miljskega zaliva. Ta predstavlja območje občin (comune) Milje (Muggia) in (delno) Dolina.
Starodavna rimska regija Histria se je razprostirala na precej širšem območju, vključno s celotno Kraško planoto in južnimi robovi Vipavske doline, jugozahodnimi deli sedanje Notranjske s Postojno in Ilirsko Bistrico ter območjem nekdanje italijanske Tržaške pokrajine.
Na istrski obali je več pristanišč, od katerih je daleč največja Luka Koper.

## Zgodovina
Istra je naseljena že od paleolitika. V predrimskem obdobju se je v Istri razvila mreža približno 400 prazgodovinskih naselij, znanih pod imenom kaštelirji. Rimljani so Histre opisovali kot kruto pleme piratov, ki so bili zaščiteni s težko navigacijo okoli njihovih skalnih obal. Rimljani so potrebovali dva vojna pohoda, da so jih v letih 178/177 pr. n. št. končno premagali in Istro zavzeli. Tedaj so uničili njihovo glavno mesto Nezakcij, njihov kralj Epulon pa se je sam pokončal.
Rimljani so v dolgem obdobju njihove vladavine Istro zelo razvili. Skupaj z beneškim delom so jo vključili v X. rimsko regijo »Venetia et Histria«, 
ki je predstavljala severovzhodno mejo Italije. V Pulju in Poreču so zgradili kolonije, na otočju Brioni in drugod ob zahodni obali pa vile in posestva. Istro je s cesarstvom povezovala rimska cesta Via Flavia, ki se je zaključila v Akvileji. V Pulju so zgradili amfiteater - Areno, forum, Avgustov hram, slavolok Sergijevcev in druge objekte.
S padcem Ravene in z Odoakerjevo odstavitvijo Romula Avgusta leta 476, je Zahodno rimsko cesarstvo dokončno propadlo.

### Srednji vek
Po propadu Zahodnega rimskega cesarstva so Istro zasedli Goti in Langobardi.
Leta 788 je Istra pripadla Frankom. Mejna grofija Istra (ali Istrska marka) je nastala kot karolinška mejna marka ter je obsegala območje Istrskega polotoka in okoliških območij, ki jih je osvojil Pipin Langobardski, sin Karla Velikega leta 789.

### Slovanska poselitev Istre
Slovani so se v Istro začeli naseljevati v sedmem stoletju. Med najstarejšimi viri, ki omenjajo prisotnost Slovanov v Istri, je zapisnik rižanskega zbora (italijansko Il Placito del Risano), ki se je odvijal najverjetneje leta 804 v kraju Rižana blizu Kopra. Rižanski zbor je sklical gradeški patriarh Fortunat. Udeležili so se ga predstavniki devetih istrskih mest in kaštelov, predsedovali pa so mu trije cesarjevi odposlanci in predstavniki cerkve (gradeški patriarh). V njej je med drugim zapisana tudi obveza vojvode Janeza, ki je de facto predstavljal tedanjo frankovsko oblast nad deželo, da bo Slovane, ki so se nastanili v okolico mest, pregnal v tiste kraje, v katerih na posestih mest ne bodo povzročali škode na poljih in v gozdovih.
Sporna in najverjetneje ponarejena Istrska pogodba (Razvod istrski), s katero Hrvati dokazujejo njihovo zgodovinsko izpričano naselitev v Istri, naj bi bila napisana leta 1325.

### Benečani v Istri
Beneška republika je začela prevzemati oblast nad zahodno in južno obalo Istre v 13. stoletju, medtem ko je osrednja in vzhodna Istra ostajala v okviru vojvodine Kranjske. Meja se je v naslednjih stoletjih stabilizirala, tako da sta približno dve tretjini Istre pripadali Benetkam, ena pa Kranjski.
Leta 1420 so Benetke oglejskim patriarhom odvzele še preostalo posest v Istri, in sicer Milje, Labin, Plomin, Oprtalj, Buzet, Roč, Hum. Poslednji je leta 1421 po obleganju klonil še grad Petrapilosa pri Buzetu,  kjer je bil sedež patriarhov v Istri.
Odtlej so v beneškem senatu imenovali svoje podestate tako za Koper, Novigrad, Poreč in Pulj, kot tudi za trge/naselja: Bale, Buje, Buzet, Grožnjan, Izolo, Labin, Milje, Motovun, Oprtalj, Piran, Rovinj, Sveti Lovreč, Umag, ter fevde Dvigrad, Završje, Vižinado, Petrapilosa, Momjan, Račice.  Na beneški strani meje so bili še Kanfanar, Svetvinčenat in Barban,
Raša ter Plomin.

### Avstrijska mejna grofija Istra
V notranjosti Istre je avstrijska  Istra v okvirju Kranjske vključevala Pazinsko grofijo, Beram, Tinjan, Sv. Petar, Žminj in Boljun, vzhodno od Učke pa Brseč, Moščenice, Lovran, Volosko in Kastav.

### Istrski grb
V heraldičnem grbu Istre je koza, morda v povezavi z antičnim Koprom - na nekdanjem otoku, kjer se je razvilo mesto, so se namreč pasle koze. Iz tega izvira tudi srednjeveško latinsko poimenovanje Kopra, Capris, kar pomeni kozji otok. Vsekakor so bile koze stalne spremljevalke istrijanov, simbol te regije pa je koza postala zaradi svoje vzdržljivosti, skromnosti in ponižnosti.

### Novi vek
Sredi 15. in 16. stoletja je prebivalstvo Istre močno zdesetkala kuga. Benečani so upad prebivalstva začeli nadomeščati z naseljevanjem slovanskih prebivalcev iz svojih ozemelj na južni obali Jadrana, predvsem iz Dalmacije in Črne gore. Poleg tega je v času turških vpadov in po hrvaško-ogrskem porazu leta 1493 v Krbavski bitki Istro preplavil val čakavskih beguncev iz Like, zahodne Bosne in ostale Primorske Hrvaške, pa tudi Istroromuni in Vlahi. Vse to je prispevalo k izredni demografski pestrosti Istre, ki se je ohranila do današnjih dni.

### Francoska nadoblast
Med letoma 1805 in 1813 je bila Istra pod Napoleonovo oblastjo in je bila najprej del Italijanskega kraljestva, od leta 1809 pa je bila vključena v Ilirske province.

### Habsburžani v Istri
Po dokončnem porazu Napoleona (1815) so celotnemu polotoku zavladali Habsburžani, ki so ustanovili Ilirsko kraljestvo ter ohranili svojo oblast v Avstrijskem primorju do konca I. svetovne vojne. V tem obdobju je Istra doživela ponoven razcvet, zlasti Pulj, ki je bil glavno pomorsko oporišče  avstro-ogrske vojne mornarice.

### Obdobje po I. svetovni vojni
Po I. svetovni vojni je Istra pripadla kraljevini Italiji, pri čemer jo je večino časa (do 1943) obvladoval fašistični režim Benita Mussolinija.

### Jugoslovansko obdobje
Po 2. svetovni vojni in razdelitvi svobodnega tržaškega ozemlja je Istra razen Trsta in tržaške pokrajine pripadla Jugoslaviji. Ob določitvi meje med SR Slovenijo in SR Hrvaško leta 1945 je bilo sprva dogovorjeno, da bo meja med državama potekala na reki Mirni pri Novigradu. Slovenski komunistični politik Edvard Kardelj, ki je sodeloval pri določitvi meje skupaj z hrvaškim komunistom Vladimirjem Bakarićem, pa se je odločil za drugačen načrt in potek meje med državama določil na reki Dragoniji pri Sečovljah. Zaradi tega je Slovenija izgubila velik pomemben del svojega ozemlja. S tem je bila Istra upravno razdeljena med socialistično republiko Slovenijo (manjši, severni del) in socialistično republiko Hrvaško (večji del). Nekateri zemljevidi so sicer še leta po določitvi meje nakazovali, da je slovensko-hrvaška meja v Istri potekala na reki Mirni, vendar je bilo najprej leta 1954 in nato po osamosvojitvi obeh držav leta 1991 to v vseh zemljevidih dokončno spremenjeno in nakazano, da meja med državama poteka na reki Dragoniji.

## Politične, regionalne in upravne delitve Istre

### Slovenska Istra
Slovenska Istra obsega približno 120 naselij v obmorskih občinah Koper, Izola, Piran in Ankaran. Najbolj spremenjeno podobo imajo obmorska središča, kot so Koper, Izola, Portorož,  Lucija in Ankaran, z bližnjimi turističnimi naselji, npr. Bernardin, Fiesa, ...
- Koper
- Izola
- Piran
- Portorož

- Cerkev sv. Kvirika nad Sočergo
- Taborna cerkev sv. Trojice v Hrastovljah
- Sečoveljske soline
- Polotok Debeli Rtič in  Ankaran
- Koštabona

## Prebivalstvo in jeziki
Istra je tradicionalno etnično mešana in jo sestavljajo Hrvati, Slovenci, Italijani in drugi.
Narodnostno sestavo Istre so močno zaznamovale politične spremembe. Benečani so v Istro načrtno naseljevali ljudi s svojih posesti v Dalmaciji, iz zaledja, ter begunce pred Turki. Ta naselitveni tok je slovensko-hrvaško (čakavsko) jezikovno mejo premaknil severno od reke Mirne. Sočasno so se v obalna mesta naseljevali trgovci in obrtniki iz beneških ozemelj na območju današnje Italije. Večinsko prebivalstvo v mestih so bili Italijani, ki so se na podeželju mešali s Slovenci ali Hrvati, četudi so na Savudrijskem območju živeli tudi Slovenci. Reka Dragonja je že od druge polovice 19. stoletja pri geografskih in jezikoslovnih piscih predstavljala mejo med slovenskim in hrvaškim prebivalstvom.
V Istri so zastopani hrvaški jezik (čakavščina), slovenski in italijanski ter (istrobeneški) jezik. Manjše število prebivalcev na posameznih območjih pa govori še istroromunski (t. i. vlaški in žejanski) ter romanski istriotski jezik. Večina prebivalstva je dvo ali večjezična.

### Istriotski jezik
Romanski Istriotski jezik sodi med avtohtone jezike istrskega polotoka, ki se je v Istri obdržal še iz časov pred razširitvijo istrobeneškega jezika. Območje njegove uporabe je tvorilo jezikovni otok na jugu Istre. Do danes se je v Istri ohranil samo v šestih mestih, ponekod v Rovinju, Vodnjanu, Balamu, Fažani, v Galižani in v Šišanu, vendar je bil v preteklosti bolj razširjen. Danes ga v italijanski narodni skupnosti poleg Italijanščine neustavljivo nadomešča še istrobeneški jezik. Govorniki so samo še starejše osebe. Po ocenah naj bi jezik imel v Istri samo še nekaj deset aktivnih govornikov in okoli 300 ljudi, ki ga razumejo in ga delno obvladajo. Govorijo ga še nekatere osebe v Trstu in morda še posamezniki v manjših skupnostih nekdanjih istrskih optantov (ezulov) v Fertiliji in Maristelli pri Algeru na Sardiniji.

## Istrska mesta
Pomembnejša istrska mesta so Koper (italijansko Capodistria), Pulj (hrvaško Pula, italijansko Pola), Poreč (Parenzo), Rovinj (Rovigno), Pazin (Pisino), Labin (Albona), Buzet (Pinguente), Opatija (Abbazia), Umag (Umago), Piran (Pirano), Izola (Isola), Novigrad (Cittanova), Vodnjan (Dignano), Milje (Muggia) in Dolina pri Trstu. Od teh so Koper, Piran in Izola v Sloveniji, Milje v Italiji, ostala pa so na Hrvaškem.

## Arhitektura

### Kaštelirji
V času velikih migracij nastane nov tip bivališč, nameščenih na vrhovih hriba. Takih je v Istri veliko. Strnjena naselja so obdajali z robustnimi zidovi. To so tako imenovani kaštelirji, ki sodijo med pomembnejše istrske zgodovinske spomenike. Raziskave so pokazale, da so kaštelirji iz bronaste dobe in so delo Ilirov. Izkopanine so pokazale, da so bili kaštelirji namenjeni stalnemu bivanju. Čeprav so v drugem stoletju pred našim štetjem Istro zasedli Rimljani in prinesli svoj način gradnje, ima veliko današnjih istrskih mest korenine v ilirskih kaštelirjih. To priča o njihovi kontinuiteti in o gosti naseljenosti Istre že v prazgodovini.
Istrske hiše so bile  v času kaštelirjev postavljene iz rogovil, ki so jih prepletali s šibjem, premazali z blatom in posušili na zraku. Zidovi so bili zgrajeni iz kosov ilovice in utrjeni s protjem. Pred mrazom pozimi in vročino poleti so hiše zaščitili z listjem in trsjem. Ker pa jih to ni ščitilo pred dežjem, so si oblikovali nagnjeno streho in postavili zemljanke. Hiše so bile postavljene za obzidjem, tako da so bile v zavetju  pred burjo. Bili so okrogle ali pravokotne oblike.

### Pod Rimljani
Rimljani so vpeljali nove načine gradnje. Čeprav so imeli v svojih mestih ulice zgrajene pravokotno v obliki mreže, v Istri tega niso uporabili, ker je bil prvotni sistem tako dobro prilagojen na podnebje, da ni bilo treba nič spreminjati.
Pravokotnim hišam, ki so bile sestavljene le iz enega prostora so sčasoma dodali še več prostorov. Glavni prostor je imel dimnik in ognjišče, na katerem so tudi kuhali. Bivališče je bilo večinoma sestavljeno iz treh do štirih prostorov.
Istrska hiša se je razvila v več različnih tipov. Domus je gosposka hiša, obogatena z vodnjaki. V sredini je bil atrij skozi katerega je prihajala svetloba in zrak. Po navadi je bila na zunanji strani brez oken in se je videl le kompakten zid.
Ker si je domus lahko privoščilo malo ljudi, so mestni prebivalci živeli v insulah. To so bile večnadstropne najemniške stanovanjske hiše. Ker je primanjkovalo prostora, so pričeli graditi v višino. H gradnji je pripomogel ustrezen gradbeni material in naprednejša tehnika, s katero so gradili hitreje, varneje in enostavneje. Insule so bile od tri do petnadstropne hiše številnimi okni in vrati ter terasami. Hiša je bila grajena z okusom in je imela lep izgled. Notranjost pa je kazala drugačno sliko, saj so bila stanovanja večinoma dvoprostorska, hladna, brez vode, latrine in kuhinje. Za gretje so uporabljali prenosne peči na oglje, na katerih so tudi kuhali, kar se je pogosto končalo s požarom. Rimska družba je bila globoko povezana z zemljo. Tako se je razvila villa rustica. To je bil  stanovanjsko-gospodarski objekt z več bivalnimi prostori. Poleg bivalnih prostorov je vsebovale hleve, shrambe za orodje in pridelke in prostore za proizvodnjo. Imele je tudi vrt in dvorišče. Kuhinja je imela v takih vilah drugačno vlogo kot v mestih. To je bil velik prostor, ki ni bil namenjen samo kuhanju, temveč tudi druženju in delu. Blizu kuhinje sta bili še latrina in kopalnica. Kmalu za tem so rimski veleposestniki pričeli tudi zase graditi več nadstropne hiše. To so bile ville suburbane,  velike in luksuzne hiše z razkošnimi vrtovi, mozaiki in slikami.
Ob cestah so se razvijala tipična rimska naselja imenovana vici, za katera je bila značilna podolgovata hiša. Ožja stran hiše je bila obrnjena na cesto; tu je bil prodajno-delavniški prostor, takoj za njim je bil skromen bivalni prostor. Dvorišče so uporabljali kot delovni prostor za obrt (npr. lončarstvo, steklarstvo).
Vrsta hiše pa je bila odvisna predvsem od bogastva in politične moči, ugleda in položaja v lastnika. Revni so imeli skromna bivališča z le redkim pohištvom in okrasjem. Bogati ljudje so si lahko privoščili dražje materiale (marmor), mozaične tlake in kopališča.

### Pod bizantinsko oblastjo
Po propadu Zahodno rimskega cesarstva so Istri vladali germanski Goti (do leta 539). Ko je bizantinski cesar Justinijan I. izgnal Gote, je Istra za več kot dvesto let prišla pod bizantinsko oblast. Zaradi nove religiozne ideologije - krščanstva - so nastali prvi sakralni starokrščanski objekti. To so bili oratoriji in bazilike, ki izhajajo iz antične arhitekture. Na podeželju se je ohranil star način gradnje tako skozi rimsko kakor tudi skozi bizantinsko obdobje. 

### Naselitev Slovanov
Ko so na območje Istre prišli Slovani, so podrli nekaj romanskih naselbin, saj so bili na nižji stopnji razvoja. Sprva so gradili z lesom, kasneje so prevzeli gradnjo s kamni. Zaradi varnosti so streho še vedno gradili iz lesa. Sčasoma  so sprejeli  gradnjo  z uporabo apnene malte, ki so jo prinesli na območje Istre Rimljani. Najprej so jo uporabljali samo za sakralne objekte, nato pa tudi za stanovanjske hiše. Spremenili so tudi streho. Iz lesene strešne kritine so prešli na glinene korce. Notranjost hiše se ni dosti spreminjala. Osnova je bilo ognjišče, okoli katerega so se vsi družili. Hiša sprva  ni imela dimnika, kmalu pa so ga pričeli graditi,  kar je bila posledica kvalitetnejših bivališč. Dimnik je tako postal eden najizrazitejših in najzanimivejših elementov. Razvila se je tudi nadstropna hiša s hlevom in skupinska gradnja v koloni.

### Do današnjega dne
Po Slovanih so v Istri prevzeli nadzor Benečani, ki so prinesli romaniko. V tem času se istrska hiša ni kaj dosti spremenila, saj v Benetkah takrat niso gradili iz kamna.
Tudi v obdobju renesanse se istrska arhitektura ni dosti spremenila, kar je povezano z neugodnimi zgodovinskimi okoliščinami (vojni vpadi, kuga, ...).
Vpliv Benečanov se v arhitekturi Istre opazi v srednjeveških hišah obalnih mest, vpliv Avstrije pa na nekaterih hišah in vilah premožnejših slojev iz 19. in 20. stoletja, predvsem v obalnih mestih. Tradicionalne istrske hiše so bile enostavne, grajene večinoma iz kamna.